# اسفندک
اسفندک (با تلفظ بلوچی espandak)، شهری در بخش مهرگان شهرستان سراوان در استان سیستان و بلوچستان ایران است. این شهر، مرکز بخش مهرگان است و همچنین شرقی ترین نقطه شهری ایران از لحاظ مختصات جغرافیایی و مسکونی بودن است.
این روستا در تاریخ ۲ تیر ۱۴۰۰ به شهر ارتقا یافت.

## جمعیت
بر پایه سرشماری عمومی نفوس و مسکن در سال ۱۳۹۵، جمعیت شهر اسفندک برابر با ۲٬۹۶۲ نفر (۷۲۵ خانوار) بوده‌است.